# Коллекция современного религиозного искусства
Коллекция современного религиозного искусства (итал. Collezione d'arte religiosa moderna) — открытая в 1973 г. галерея современного религиозного искусства в Ватикане.
Коллекция появилась по указанию папы Павла VI. Первые 30 картин (1956—1957 гг.) коллекции находились изначально в Ватиканской пинакотеке. Затем часть коллекции разместили в апартаментах Борджиа и Salette Borgia.

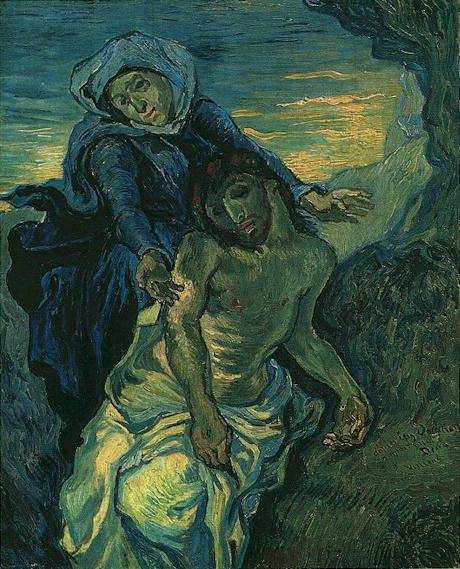
Винсент Ван Гог. Пьета. 1889

В 55 залах представлены произведения современного искусства: живопись, скульптура, прикладное искусство, графика, витражи, подаренные Ватикану художниками и коллекционерами. В ранней коллекции находились произведения Эль Греко, Симоне Мартини, Тоси, Манчини и др.
Фонды коллекции включают около 800 произведений художников со всего мира, среди которых: Огюст Роден, Анри Матисс (Мадонна с ребенком), Винсент Ван Гог (Пьета), Морис Дени, Сальвадор Дали, Пауль Клее, Эрнст Барлах, Макс Бекман, Марк Шагал (Христос и художник), Отто Дикс, Оскар Кокошка, Пабло Пикассо, Хосе Давид Сикейрос, Одилон Редон, Морис Утрилло, Василий Кандинский, Жорж Брак, Амедео Модильяни, Ренато Гуттузо, Джакомо Балла, Бернар Бюффе, Джорджо де Кирико, Джорджо Моранди, Жорж Руо (Осень в Назарете), Эдуардо Чильида, Фрэнсис Бэкон, Джакомо Манцу, Альфред Манесье и др.